# 駒ヶ根インターチェンジ
駒ヶ根インターチェンジ（こまがねインターチェンジ）は、長野県駒ヶ根市赤穂にある中央自動車道のインターチェンジである。

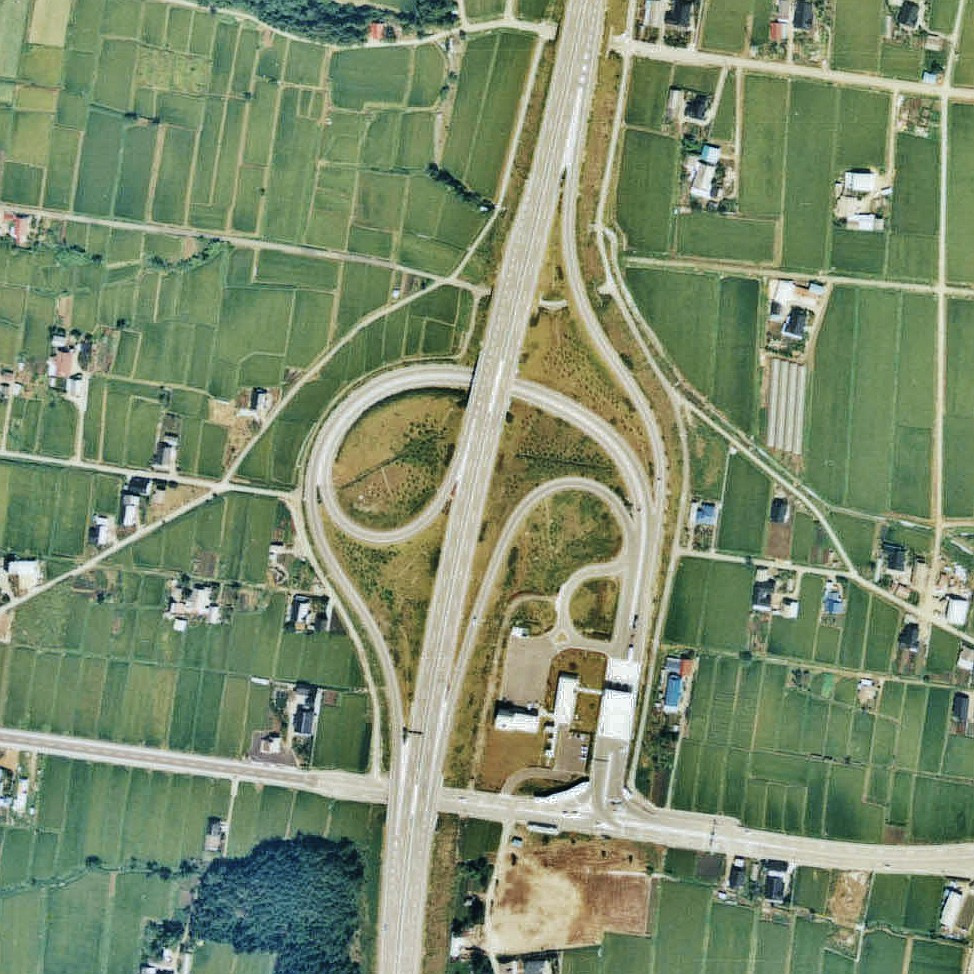
（1976年〈昭和51年〉度撮影）

## 道路
- E19 中央自動車道（24番）

## 接続する道路
- 長野県道75号駒ヶ根駒ヶ岳公園線

## 料金所

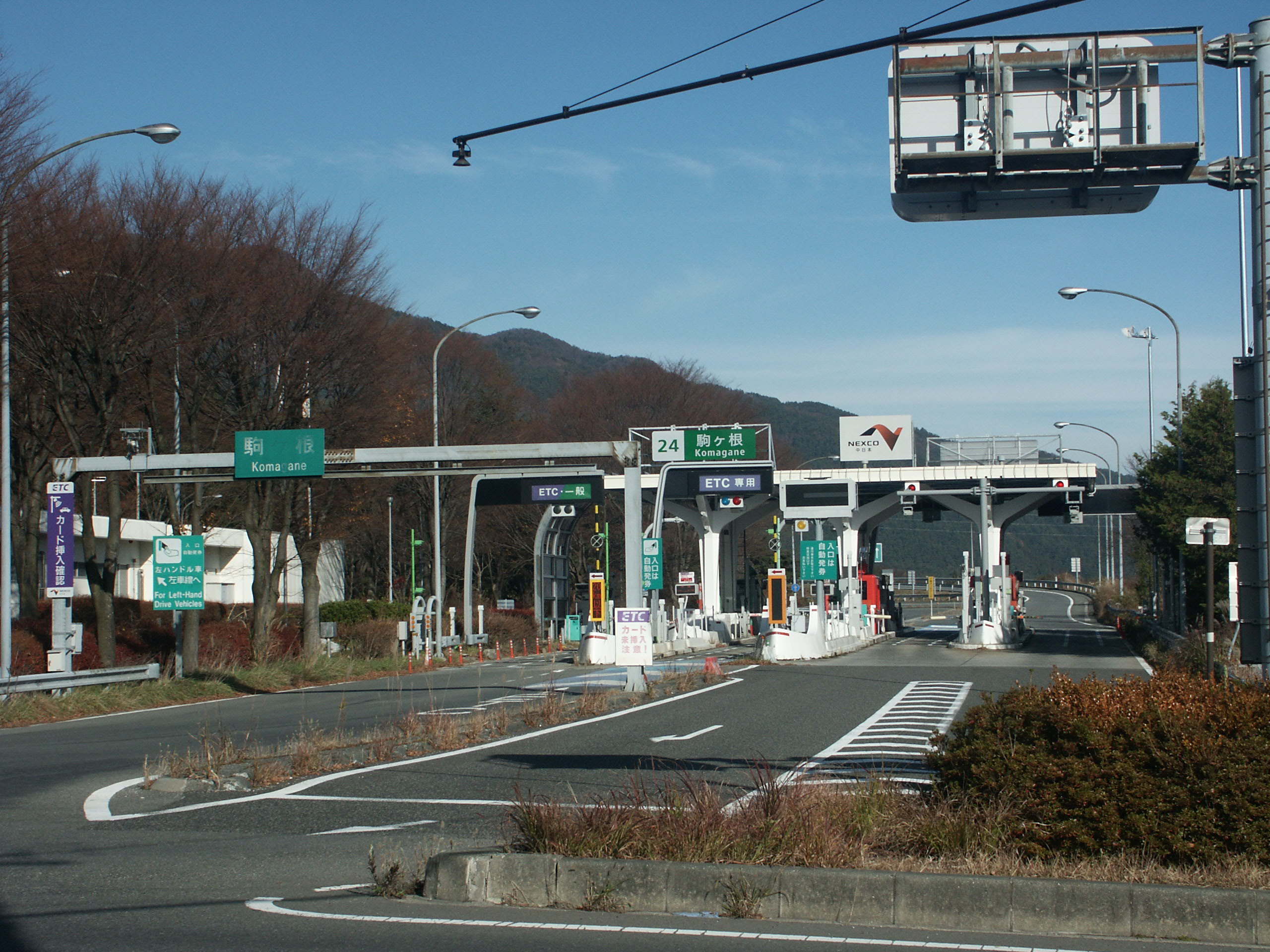
入口料金所

- ブース数：4

### 入口
- ブース数：2
  - ETC専用：1
  - ETC・一般：1

### 出口
- ブース数：2
  - ETC専用：1
  - ETC・一般：1

## 周辺
- 昭和伊南総合病院
- 長野県看護大学
- 大御食神社
- 駒ヶ根高原スキー場
- 駒ヶ岳ロープウェイ
- 木曽駒ヶ岳
- 早太郎温泉
- 光前寺

## 駒ヶ根バスストップ
駒ヶ根インターバスストップは、駒ヶ根インターチェンジに併設されている中央自動車道のバス停留所である。

### 停車する路線
- 飯田 - 新宿線（中央高速バス、伊那バス・信南交通・アルピコ交通・京王バス）
宮田BS（超特急便の停車バス停は中央道日野） - 駒ヶ根BS - 飯島BS
- 飯田 - 横浜線（ベイブリッジ号、伊那バス）
宮田BS - 駒ヶ根BS - 飯島BS
- 箕輪・伊那・駒ヶ根 - 名古屋線（中央道高速バス、伊那バス・信南交通・名鉄バス）
駒ヶ根バスターミナル/菅の台バスセンター[1] - 駒ヶ根BS - 飯島BS
- 箕輪・伊那・駒ヶ根 - 大阪（梅田）・USJ線（アルペン伊那号、信南交通・伊那バス・阪急観光バス）
駒ヶ根バスターミナル - 駒ヶ根BS - 飯島BS
- 飯田 - 長野線（みすずハイウェイバス、伊那バス・信南交通・アルピコ交通）
宮田BS - 駒ヶ根BS - 飯島BS
- 飯田 - 立川線（立川バス、京王バス、伊那バス）
宮田BS - 駒ヶ根BS - 飯島BS

## 隣
E19 中央自動車道
(23) 伊那IC - (23-1) 小黒川PA/スマートIC - 西春近BS - 宮田BS - (24) 駒ヶ根IC - (24-1) 駒ヶ岳SA/スマートIC - 飯島BS - (25) 松川IC

## 女体入口バス停
- 駒ヶ根ICの脇には、伊那バスの女体入口バス停がある。珍地名として知られるが[2]、大型道路から「女体」という集落に入る道の近くにあるバス停のため「女体入口」となっているだけで、「女体入口」という地名は存在しない。地名の由来は、女人禁制で山に入れず待たされる「女待」からきている説、身分の高い女性が亡くなって遺体を葬った場所説、中央アルプスが横たわった女体に見えてその入口だから説[2]、近辺にある光前寺の僧がここで女遊びをしていた説がある[3]。
- 駒ヶ根駅、駒ヶ岳方面との乗換地点でもある。